# ژنتیک میکروبی
ژنتیک میکروبی (به انگلیسی: Microbial genetics) آمیخته‌ای از میکروبیولوژی و مهندسی ژنتیک است. در ژنتیک میکروبی، ژنتیکِ موجودات میکروسکوپی مورد مطالعه قرار می‌گیرند.
این موجودات شامل باکتری‌ها، آرکی‌ها، ویروس‌ها، برخی از پروتوزوئاها و قارچ‌ها است.
در ژنتیک میکروبی، ژنوتیپ سویه‌های میکروبی و فنوتیپ آنها (که حاکی از سیستم بیانی میکروارگانیسم است) بررسی می‌شود.
میکروارگانیسم در سال‌های ۱۶۶۵ تا ۱۸۸۵ توسط رابرت هوک و آنتونی ون لیووانگک کشف گردید. از آن زمان تا به امروز از میکروارگانیسم‌ها به منظور مطالعه فرایندهای بسیاری استفاده شد و این موجودات میکروسکوپی در حوزه‌های مختلف ژنتیک کاربرد پیدا کردند.
به عنوان مثال سرعت رشد بالا و زمان کوتاه زاد و ولد میکروارگانیسم‌ها باعث شده تا دانشمندان به منظور مطالعه تکامل از آنها استفاده کنند. همچنین در ژنتیک میکروبی به منظور مطالعه فرایندها و مسیرهایی که در آنها انسان‌ها و میکروب‌ها مشابه هستند (همچون متابولیسم دارو)، از میکروب‌ها استفاده می‌کنند.

## باکتری‌ها
باکتری‌ها از ۵/۳ بیلیون سال قبل بر روی این کره وجود داشته‌اند. این میکروارگانیسم‌ها از نظر شکل متفاوتند و در گروه‌های مختلفی دسته‌بندی می‌شوند.
ژنتیک باکتری‌ها، به مطالعه چگونگی به ارث رسیدن اطلاعات، کروموزوم‌ها، پلاسمیدها، ترنسپوزون‌ها و فاژها می‌پردازد.
سیستم‌های انتقال ژنی که به خوبی در باکتری‌ها مورد مطالعه قرار گرفته، عبارتند از ترنسفورماسیون(transformation)، هم یوغی(conjugation) و ترنسداکشن(transduction).

## آرکی‌ها
آرکی‌ها، پروکاریوت وتک سلولی هستند. قدمت آرکی‌ها بر روی زمین به حدود ۴ بیلیون سال قبل می‌رسد و با باکتری‌ها جد مشترک دارند. اما در مقایسه با باکتری‌ها، شباهت بیشتری به یوکاریوت‌ها دارند.
برخی از آرکی‌ها قادرند در شرایط سخت هم زنده بمانند. این توانایی باعث شده است تا در زمینه ژنتیک کاربرد داشته باشند. یکی از موارد استفاده از آرکی‌ها استفاده از آنزیم‌های مشتق از آرکی هاست که قادر هستند شرایط سخت را در شرایط آزمایشگاهی(in vitro) بهتر تحمل کنند.
انتقال و جایگزینی ژنی نیز در آرکی‌های شور پسند(halophile) به نام Halobacterium volcanii و آرکی‌های گرما دوست به نام Sulfolobus solfataricus و Sulfolobus acidocaldarius مورد مطالعه قرار گرفته است.
H. volcani یکی دیگر از انواع آرکی هاست. این آرکی یک پل سیتوپلاسمی در بین سلول‌ها ایجاد می‌کند و به همین دلیل به منظور انتقال DNA از یک سلول به سلول مجاور مناسب است.
از انواع دیگر می‌توان S. solfataricus و S. acidocaldarius را نام برد. هنگامی که S. solfataricus و S. acidocaldarius در معرض مواد تخریب کنندهٔ DNA قرار می‌گیرند، تجمع سلولی خاصی ایجاد می‌شود. این تجمع سلولی، تبادلات نشانگر کروموزومی و نوترکیبی با فرکانس بالا را میانجی گری می‌کند. در واقع تجمع سلولی از طریق نوترکیبی همولوگ (homologous recombination) با بهبود تعمیر DNAی آسیب دیده، انتقال DNA را در بین سلول‌های Sulfolobus افزایش می‌دهد.

## قارچ‌ها
قارچ‌ها ممکن است تک سلولی یا پرسلولی باشند و از جهت چگونگی بدست آوردن غذا، از سایر میکروب‌ها متمایز می‌شوند.
قارچ‌ها از خود آنزیم‌هایی ترشح می‌کنند و با این کار مواد آلی که در اطرافشان وجود دارد را می‌شکنند۵. در ژنتیک قارچ از مخمر و قارچ‌های رشته ای به عنوان ارگانیسم‌های مدل در تحقیقات سلول‌های یوکاریوتی (از جمله چگونگی تنظیم چرخه سلولی، ساختار کروماتین و تنظیم بیان ژن) استفاده می‌شود.

## پروتوزوآ
پروتوزوآها موجودات تک سلولی واجد هسته هستند اجسام سلولی اولترامیکروسکوپی پروتوزوآها در داخل سیتوپلاسم قرار دارد۵. یک ویژگی منحصر به فرد پروتوزوئا که باعث جذابیت آن در مطالعات ژنتیک انسانی شده است، تاژک (flagella) است. این ساختار مانند ساختار تاژک در اسپرم انسان می‌باشد. مطالعه بر روی Paramecium نیز به درک ما از چگونگی تقسیم میوز کمک کرده است.

## ویروس‌ها
ویروس‌ها ارگانیسم‌هایی محصور در کپسید (capcid-encoding organisms) و متشکل از اسیدهای نوکلئیک و پروتئین‌ها هستند که می‌توانند با استفاده از تجهیزات سلول میزبان رونویسی کرده و خودتجمعی (self-assemble) انجام دهند. از آنجایی که ویروس‌ها ریبوزوم ندارند، بر روی اینکه آیا موجود زنده محسوب می‌شوند یا نه، اتفاق نظر وجود ندارد.
درک درست از ژنوم ویروس نه تنها در مطالعات ژنتیک اهمیت زیادی دارد بلکه به منظور فهم ویژگی‌های بیماری زایی آنها نیز حائز اهمیت است.

### کاربردهای ژنتیک میکروبی
میکروب‌ها مدل‌های ایده‌آلی در مطالعات بیوشیمیایی و ژنتیک هستند و سهم زیادی در حوزه‌های علمی ایفا کرده‌اند. به عنوان مثال ما از طریق بررسی بر روی میکروب‌ها متوجه شدیم که DNA ماده ژنتیکی است،، ژن یک ساختار خطی ساده دارد، کدهای ژنتیکی ۳ تایی هستند و بیان ژن توسط فرایندهای ژنتیکی ویژه تنظیم می‌شوند.
ژاکوپ و مونود از اشرشیا کولی که نوعی باکتری است جهت توسعه مدل اپرون در بیان ژن استفاده کردند. این دستاورد پایه بیان ژن و تنظیم آن شد.
علاوه بر آن وراثت در یک میکروارگانیسم یوکاریوتی تک سلولی بسیار مشابه ارگانیسم‌های پرسلولی است؛ بنابراین امکان دستیابی محققان به چگونگی این فرایندها امکان‌پذیر می‌گردد.
یکی دیگر از باکتری‌هایی که به طور گسترده در حوزه ژنتیک مورد استفاده قرار گرفته است Thermus aquaticus است. این باکتری قادر است دماهای بالا را تحمل کند. دانشمندان آنزیمی به نام تگ پلیمراز(Taq polymerase) را از این باکتری استخراج کرده‌اند که در تکنیک‌های آزمایشگاهی از جمله واکنش زنجیره ای پلیمراز (PCR) به وفور مورد استفاده قرار می‌گیرد.
به علاوه توسعه تکنولوژی DNAی نوترکیب (recombinant DNA technology) از طریق باکتری‌ها، باعث شده است تا مهندسی ژنتیک و زیست فناوری وارد یک دوره پیشرفته شوند.